# Віттмольдт
Віттмольдт (нім. Wittmoldt) — громада в Німеччині, розташована в землі Шлезвіг-Гольштейн. Входить до складу району Плен. Складова частина об'єднання громад Гросер-Пленер-Зе.
Площа — 5,71 км2. Населення становить 165 ос. (станом на 31 грудня 2020).